# برناو ایم شوارتسوالد
برناو ایم شوارتسوالد (به آلمانی: Bernau im Schwarzwald) یک شهر در آلمان است که در فرایبورگ واقع شده‌است.

## خصوصیات
برناو ایم شوارتسوالد ۱٬۹۱۶ نفر جمعیت دارد.